# 班傑明·希維勒提
班傑明·理查德·希維勒提（英語：Benjamin Richard Civiletti，1935年7月17日—2022年10月16日）是一名美國律師和政治人物，在卡特政府時期於1979至1981年擔任美國司法部長。他是第一位領導美國司法部的義大利裔美國人，此前曾擔任司法部副部長和負責刑事部門的助理總檢察長。後來他成為設在巴爾的摩的Venable LLP律師事務所（2003年以前稱為Venable, Baetjer & Howard）的高級合夥人。他在Venable LLP律師事務所從事商業訴訟和內部調查工作。
2001年起，希維勒提是獨立審查委員會的三名成員之一，根據1989年聯邦地區法院判決發布的協議裁決條款，當出現腐敗或有組織犯罪滲透的指控時，全國卡車司機工會必須向該委員會作出回應。

## 早期生活
希維勒提於1935年7月17日在紐約州皮克斯基爾出生，父親班傑明是一名雜貨店經理。他在附近的馬霍帕克湖和灌木橡樹長大，並就讀於柏油村的華盛頓·歐文高中。他於1957年獲得約翰斯·霍普金斯大學的心理學學士學位。他在哥倫比亞法學院學習，並在巴爾的摩的馬里蘭大學法學院獲得法學學士學位。
希維勒提曾是美國馬里蘭聯邦地區法院法官威廉·卡爾文·切斯納特的法官助理。從法學院畢業一年後，他成為巴爾的摩市的美國聯邦助理檢察官，並任職至1964年。

## 職業生涯
格里芬·貝爾注意到了希維勒提的成就，當時貝爾正在為吉米·卡特的總統任期組建司法部領導團隊，他的知己查爾斯·柯波是貝爾的法律合夥人，曾經與希維勒提一起參與過一個案件。1977年2月，卡特提名希維勒提接替迪克·桑堡擔任美國助理總檢察長，負責刑事部門的工作。1978年，他被提名為司法部副部長。
當格里芬·貝爾辭去美國司法部長職務時，希維勒提正擔任司法部副部長。1979年7月19日，他被任命為司法部的最高職位，成為第一個擔任司法部長的義大利裔美國人。雖然貝爾為自願請辭，但他的辭職發生在卡特政府的一次重大內閣動盪期間。衛生教育和福利部部長小約瑟夫·A·加利法諾和財政部長維納·麥可·布魯門塔爾也在同一天請辭。而運輸部長布魯克·亞當斯也在不久後請辭。
作為美國司法部長，希維勒提代表美國政府為幾個重要的案件進行辯護，尤其是在伊朗人質危機期間，他在美國駐德黑蘭外交和領事人員案中代表被關押在伊朗的美國人向國際法院進行辯護。他還在最高法院支持政府在費多連科訴美國案中撤銷納粹戰犯國籍的權利。
希維勒提在擔任司法部長期間撰寫的意見解釋了美國憲法和美國聯邦法律，指出在國會就支出法案達成一致之前政府不能運作。這些意見為後來的政府部分停擺奠定基礎。此外，他建議並得到卡特總統的同意，將在美國國會大廈槍殺五名美國國會議員的四名不思悔改的波多黎各民族主義分子的刑期減為服刑。儘管當時的波多黎各總督卡洛斯·罗梅罗·巴塞洛公開反對，但他認為否則這將鼓勵更多的恐怖主義。
2008年7月10日，馬里蘭州州長馬丁·奧馬利宣布，希維勒提將擔任馬里蘭州死刑委員會主席，該委員會的成立是為了研究死刑在馬里蘭州的應用，並就在馬里蘭州廢除死刑提出建議。2008年11月12日，該委員會以13比7的投票結果建議馬里蘭州議會在該州廢除死刑，其中希維勒提投了多數票。

## 個人生活
希維勒提於1958年與蓋爾·L·倫德格倫（Gaile L. Lundgren）結婚，並育有三名子女。
2022年10月16日，希維勒提在馬里蘭州盧瑟維爾 (馬里蘭州)的家中逝世，享年87歲。

## 榮譽
- 美國成就學院（英语：Academy of Achievement）金盤獎（1980年）[24]
- 美國律師終身成就獎（2009年）[25]
- 平等正義委員會終身成就獎（2012年）[26]

## 外部連結
- C-SPAN內的頁面（英文）

| 司法职务                 | 司法职务                                                      | 司法职务                    |
| ------------------------ | ------------------------------------------------------------- | --------------------------- |
| 前任者： 彼得·F·弗拉赫蒂 | 美国司法部副部長 总统：吉米·卡特 1978年5月16日－1979年8月16日 | 繼任者： 查爾斯·拜倫·倫夫魯 |
| 前任者： 格里芬·貝爾     | 美国司法部長 总统：吉米·卡特 1979年8月16日－1981年1月19日     | 繼任者： 威廉·弗倫奇·史密斯 |